# 日比谷圖書文化館
千代田區立日比谷圖書文化館（日语：／ Chiyoda kuritsu Hibiya tosho bunka kan */?），是位於日本東京都千代田區日比谷公園內的公共圖書館。館舍原屬東京都，於2009年（平成21年）7月1日由千代田區接管，並於2011年（平成23年）11月4日開放。日比谷圖書文化館的前身是東京市立日比谷圖書館和東京都立日比谷圖書館，為東京市和東京都圖書館活動的中心。

## 歷史

### 啓用和受災

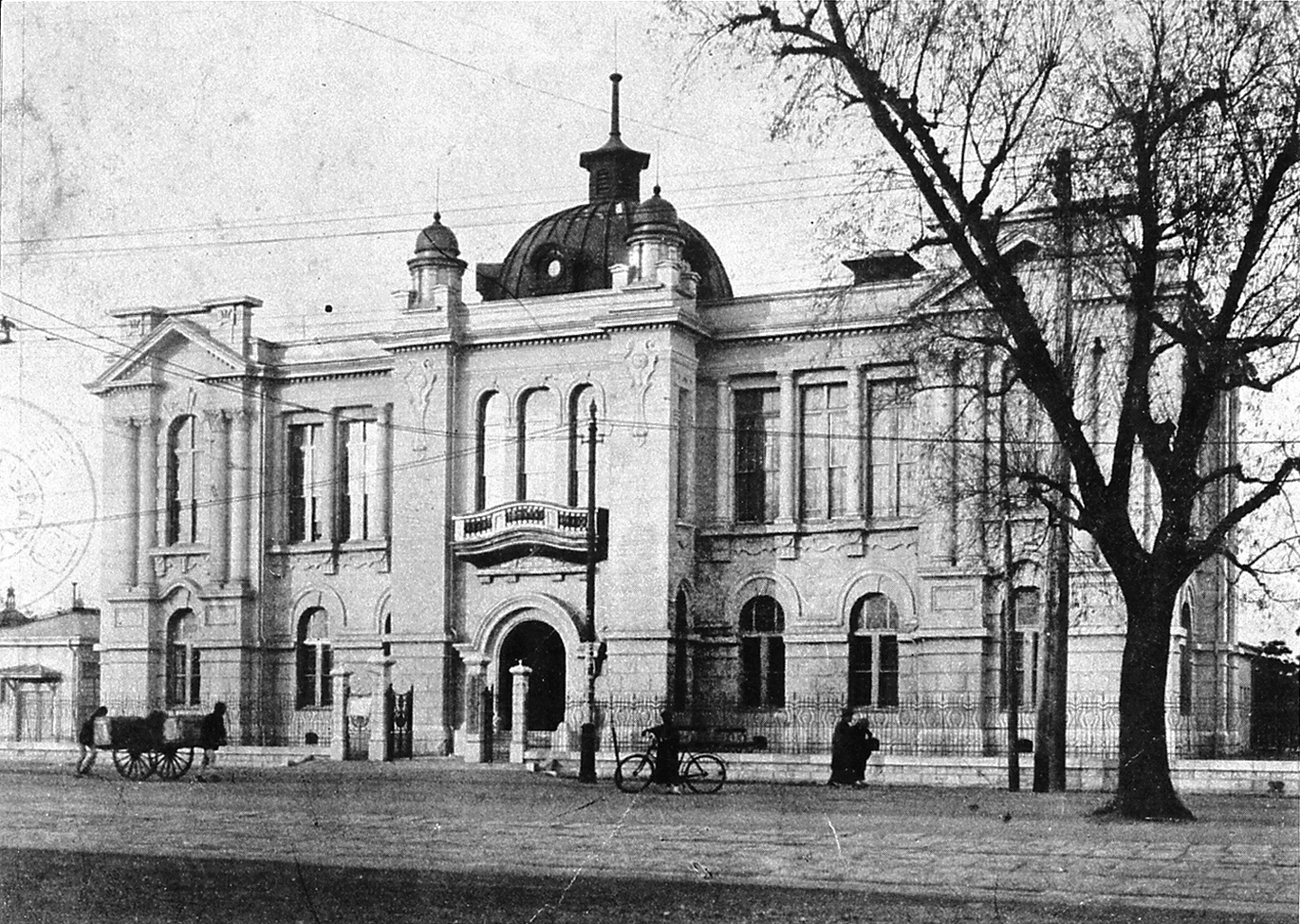
由三橋四郎設計的首代日比谷圖書館（1908年）

1908年（明治41年）11月，東京市立日比谷圖書館啓用。圖書館當時館藏2.5萬本書籍，其館舍由三橋四郎設計，屬新藝術運動風格，由鹿島組興建。館內的圖書需要先付費才能閱讀。
1923年（大正12年）9月1日發生的關東大震災使閱讀室受到破壞，而圖書館在同年11月1日起恢復開放。1927年（昭和2年），圖書館的書籍館藏量達到10萬本。圖書館館舍於1938年（昭和13年）10月起進行裝修，並於翌年3月完成。
1943年（昭和18年），圖書館因應由於東京都制施行而更名為「東京都立日比谷圖書館」。1945年（昭和20年）5月25日，圖書館館舍因空襲而被燒毀。由於時任圖書館館長中田邦造把圖書館的藏書撤離館舍，又向民間購入私人書籍，圖書館有約40萬本藏書倖免於難，但根據東京都政府的調査，圖書館仍然有209,040本藏書付諸一炬。

### 新館舍
第二次世界大戰後，日比谷圖書館於1949年（昭和24年）11月在京橋臨時館舍重新對外開放。1951年（昭和26年）3月，新上任的館長土岐善麿開始著手於新館舍的建設。1955年2月，圖書館暫時搬遷到港區麻布（今有栖川宮紀念公園）的養正館，以便進行工程。
現時的館舍於1957年（昭和32年）10月3日落成，並於翌日投入使用。館舍由東京都建築局的高橋武士設計，而其三角形的外觀則據説是土岐善麿的提議。由於預算限制，館舍最初只有三層，而第四層的增建工程則於1961年（昭和36年）4月完成。

### 移交千代田區

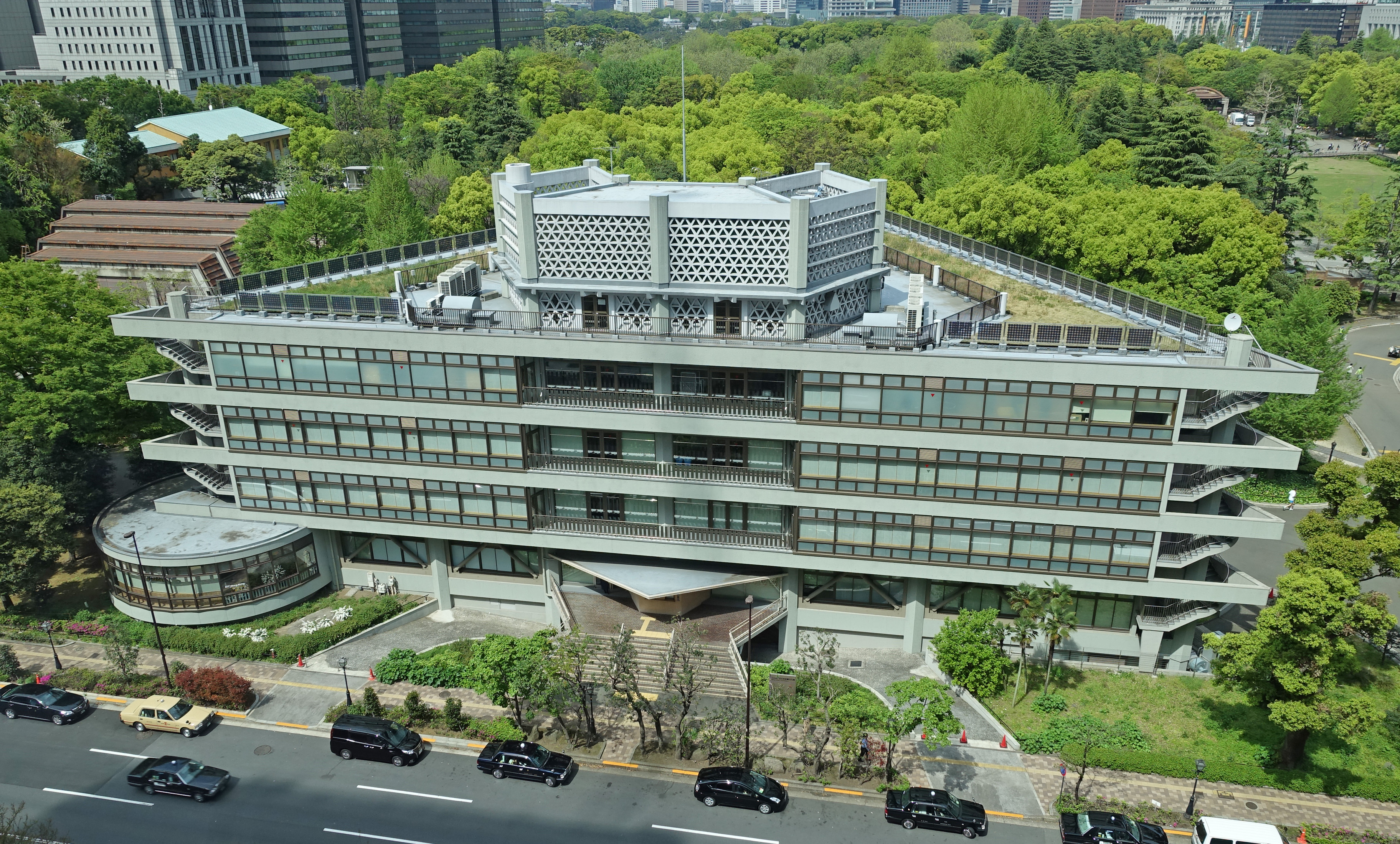
館舍外觀（2016年）

2005年（平成17年）10月，東京都教育委員會稱，由於都立圖書館「主要和區、市、町、村立圖書館合作向專業人員提供參考圖書借閱服務，而非提供個人借閱服務」，主要提供個人借閱服務的東京都立日比谷圖書館將會被移交至所在的區，而其已經和千代田區開始就此事討論。
2008年（平成20年）10月14日，東京都教育廳宣佈，東京都教育委員會與千代田區教育委員會已經就日比谷圖書館的移交達成初步共識，並確定日比谷圖書館的移交日期為2009年（平成21年）7月1日。日比谷圖書館開放至2009年3月末，並在同年4月起休館，以便千代田區為之進行翻新，而圖書館預計將於2010年（平成22年）度重開。不過，由於石棉清除工作等的緣故，館舍翻新工程出現了延誤，而圖書館最終於2011年（平成23年）11月4日才重開。
圖書館在重開時使用“日比谷圖書文化館”的新名称，而千代田區則指定代表日比谷復興集團（日比谷ルネッサンスグループ）的小學館集英社製作為圖書館自2011年（平成23年）9月1日至2017年（平成29年）3月31日期間的指定管理者。該指定管理者中的圖書館配送中心負責圖書館的營運。圖書館後來指定了由日比谷復興集團和三得利宣傳服務有限公司（サントリーパブリシティサービス株式会社）合組的千代田復興集團（千代田ルネッサンスグループ）為其自2017年（平成29年）4月1日至2022年（令和4年）3月31日的指定管理者。千代田復興集團的指定在2021年（令和3年）獲延續至2027年（令和9年）3月31日。

## 館務概要

### 開放時間
| 日期                                                        | 開放時間          |
| ----------------------------------------------------------- | ----------------- |
| 平日                                                        | 上午10時—下午10時 |
| 星期六                                                      | 上午10時—下午7時  |
| 星期日及公眾假期                                            | 上午10時—下午5時  |
| 每月第三個星期一 每年12月29日—翌年1月3日 特別安排時（如有） | 休館              |

### 樓層設施
| 樓層    | 設施                                                                      |
| ------- | ------------------------------------------------------------------------- |
| 4樓     | - Studio Plus（スタジオプラス；小禮堂） - 会議室A、B - 特別研究室 - 特別研究席 - 哺乳室 |
| 2樓—3樓 | 圖書層                                                                    |
| 1樓     | - 接待處、禮賓部 - 常設展示室 - 特別展示室 - 咖啡廳、商店                 |
| 地下1樓 | - 日比谷會議廳（日比谷コンベンションホール；大禮堂） - 餐廳                                         |

## 獲獎
2006年，圖書館館舍獲選為DOCOMOMO JAPAN選定 日本現代主義建築。圖書館後來綜合了博物館、學習和互動的功能，並經評估後獲得年度圖書館2013年優異獎。

## 延伸閲讀
- 佐藤, 政孝. . 新風舎. 1998. ISBN 978-4-7974-0590-3.

## 外部連結
- 千代田区立日比谷図書文化館 （页面存档备份，存于）